# CSS H. L. Hunley
Le CSS H. L. Hunley est un sous-marin à propulsion humaine utilisé par la Confederate States Navy des États confédérés lors de la guerre de Sécession ayant démontré à la fois les avantages et les dangers de la guerre sous-marine.
Le 17 février 1864, au large du port de Charleston, en Caroline du Sud, il coule le navire unioniste USS Housatonic. Pour la première fois dans l'histoire maritime, un sous-marin coule un navire ; mais il coule également lors de cette attaque avec son équipage de huit hommes. Son épave est repérée en 1970, formellement identifiée en 1995, remontée en 2000 et en partie restaurée pour exposition en 2011.

## Histoire
Ce sous-marin est l'idée d'un homme d'affaires sudiste. Horace Lawson Hunley, en effet, se rend compte dès le début de la guerre que les États de l'Union peuvent organiser un blocus auquel les États du sud ne sont pas préparés.
Avec l'aide de James McClintock, il construit un petit sous-marin dans la ville portuaire de Mobile en Alabama. Mesurant 12,04 mètres de long pour 1,17 mètre de diamètre et pesant 8 tonnes, le submersible est propulsé par une manivelle qu'actionne un équipage de huit hommes.
Le CSS H. L. Hunley est conçu pour attaquer les navires du Nord qui faisaient un blocus des ports du Sud. Le sous-marin dispose d'une spar torpedo, une longue perche à l'avant terminée par une charge explosive appelée « mine-torpille ». Le sous-marin doit approcher le navire ennemi, y attacher l'explosif, reculer et le faire détoner. L'opération est extrêmement dangereuse et il n'y a pas d'autre alimentation en air que celui contenu dans le faible espace intérieur.
Après des essais réussis en mer, le CSS H.L. Hunley, qui s'appelle alors Fish Boat, est envoyé par voie ferrée à Charleston sur la côte atlantique. Le sous-marin sombre à deux reprises, entraînant la première fois, le 29 août 1863, la mort de la moitié de l'équipage, et la seconde fois, le 15 octobre 1863, celle des huit hommes d'équipage, dont Hunley lui-même.
Le 17 février 1864, le CSS Hunley coule l'USS Housatonic près du port de Charleston : c'est la première fois qu'un sous-marin parvient à couler un autre navire, bien que le CSS H. L. Hunley sombre lui-même peu de temps après avoir signalé sa victoire. Les sous-marins n'ont pas eu une grande influence sur l'issue de cette guerre, mais ont commencé à attirer l'attention et ont montré leur importance future dans les engagements navals.

## L'épave

### Découverte

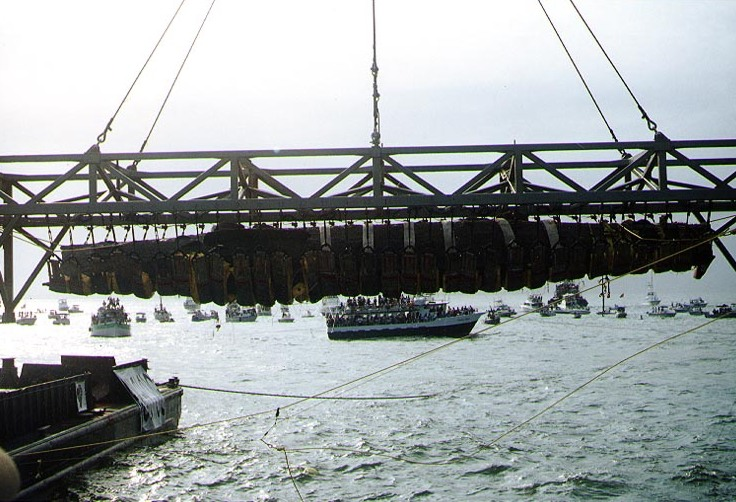
Le CSS H.L. Hunley suspendu par une grue dans le port de Charleston le 8 août 2000.

La découverte du Hunley est décrite par le Dr William Dudley, directeur de l'histoire navale au Naval Historical Center, comme étant « probablement la plus importante découverte archéologique subaquatique américaine du XXe siècle ». Le minuscule sous-marin et son contenu ont été évalués à plus de quarante millions de dollars, faisant de cette découverte et du financement associé la contribution la plus importante et précieuse pour la Caroline du Sud[réf. souhaitée].
La découverte du Hunley est revendiquée par deux personnes différentes. L'archéologue sous-marin E. Lee Spence, président de la Sea Research Society, aurait découvert le Hunley en 1970, et possède un ensemble de preuves pour valider sa découverte, y compris un jugement de l'Amirauté civile de 1980.
Le 13 septembre 1976, le National Park Service propose d'inscrire sur le Registre national des lieux historiques l'emplacement de la découverte du H.L. Hunley par la Sea Research Society et Spence. Ce lieu est divulgué publiquement lorsque l'enregistrement du site du Hunley sur cette liste est officiellement approuvé le 29 décembre 1978. Le livre de Spence, Treasures of the Confederate Coast (Trésors de la côte confédérée), publié en janvier 1995, contient une carte marquée d'un X à l'emplacement de l'épave.
Le plongeur Ralph Wilbanks découvre l'épave en avril 1995 avec une équipe de la National Underwater and Marine Agency (NUMA) financée par le romancier Clive Cussler, qui annonce cette nouvelle découverte. Il affirme d'abord qu'elle est sous 5 mètres d'eau à 1 mille environ du Housatonic, mais avoue plus tard à un journaliste que c'était faux. L'épave est en fait à 100 mètres du Housatonic à 8 mètres de profondeur. Le sous-marin est enseveli sous plusieurs mètres de limon qui l'ont protégé pendant plus d'une centaine d'années. Les plongeurs ont dégagé l'écoutille avant et le boîtier du ventilateur (la boîte à air équipée d'un schnorchel) pour l'identifier. Le sous-marin repose sur son côté tribord, incliné à 45 degrés et est recouvert d'une couche de 0,6 à 1,9 centimètre de rouille incrustée de sable et de fragments de coquillages. Les archéologues ont dégagé une partie de côté bâbord du navire et découvert la barre de plongée avant. D'autres sondages révèlent une longueur approximative de 11 mètres, l'ensemble du navire étant conservé sous les sédiments.
Le 14 septembre 1995, à la demande officielle du sénateur d'État Glenn F. McConnell, président de la South Caroline Hunley Commission, E. Lee Spence et le procureur général de la Caroline du Sud Charles M. Condon signent la donation du Hunley à l'État de Caroline du Sud,. Peu de temps après, la NUMA communique aux représentants du gouvernement l'emplacement de l'épave selon Wilbank. Quand il est finalement rendu public en octobre 2000, l'emplacement correspond à celui déclaré par Spence en 1970 avec une bonne précision. Spence avoue qu'il a non seulement découvert le Hunley en 1970, a revisité et cartographié le site en 1971 et à nouveau en 1979, mais qu'il avait publié cet emplacement dans son livre de 1995 parce qu'il s'attendait à ce que la NUMA (qui faisait en réalité partie d'une expédition de la South Carolina Institute of Archaeology and Anthropology (SCIAA) dirigée par le Dr Mark M. Newell et non Cussler,) identifie de manière indépendante l'épave du Hunley. Le Dr Newell jure sous serment qu'il a utilisé les cartes de Spence pour diriger l'expédition commune SCIAA/NUMA, et crédite Spence de la découverte originale, pour n'attribuer à son expédition que sa vérification officielle.

### Renflouement
L'enquête in situ et les fouilles archéologiques sous-marines s'achèvent avec l'extraction du Hunley, le 8 août 2000. Une équipe de nombreux professionnels de la Direction de l'archéologie sous-marine du Naval Historical Center (en), du National Park Service, de l'Institut d'archéologie et d'anthropologie de Caroline du Sud, et diverses autres personnes étudient et mesurent le navire afin de le documenter avant son enlèvement. Une fois l'enquête sur site terminée, des harnais sont glissés sous le sous-marin et attachés à une poutre conçue par Oceaneering International. Ils sont sécurisés puis la grue de la barge Karlissa B hisse le sous-marin à partir du fond sur lequel il reposait,. Le renflouement se déroule dans les eaux de l'océan Atlantique, à environ 6,5 km de l'île de Sullivan située à l'extérieur de l'entrée de port de Charleston. Bien que n'ayant à sa disposition qu'un sextant et une boussole de poche pour relever l'emplacement de l'épave trente ans plus tôt, la précision du Dr Spence, à 52 mètres près, s'avère inférieure à la longueur de la barge de récupération, longue de 64 mètres,. Le 8 août 2000, à 8 h 37, le sous-marin traverse la surface pour la première fois depuis 136 ans, salué par une foule en liesse sur la rive et dans des embarcations, y compris l'auteur Clive Cussler et l'archéologue sous-marin E. Lee Spence. Une fois en sécurité sur sa péniche, le Hunley est réexpédié à Charleston. L'opération s’achève lorsque le sous-marin est déposé à l'intérieur du Warren Lasch Conservation Center, un ancien chantier naval de Charleston, dans un réservoir d'eau douce spécialement conçu pour permettre sa conservation.
En juin 2011, un laboratoire de conservation place le sous-marin dans sa position normale pour la première fois depuis qu'il a coulé.

### L'équipage
L'équipage du navire se compose du lieutenant George E. Dixon, son commandant, de Frank Collins, Joseph F. Ridgaway, James A. Wicks, Arnold Becker, C. F. Carlsen, C. Lumpkin, et Augustus Miller.
À l'exception du commandant du sous-marin, le lieutenant George E. Dixon, l'identité des volontaires de l'équipage est longtemps restée mystérieuse. L'anthropologue Douglas Owsley, du National Museum of Natural History de la Smithsonian Institution, examine les corps. D'après les signatures chimiques présentes dans les dents et les os, ainsi que les principaux composants de leur régime alimentaire, il en déduit que quatre d'entre eux étaient nés aux États-Unis — ayant eu un régime à base de maïs — et les quatre autres en Europe — leur alimentation comprenant plutôt du blé et du seigle. Des recherches dans les archives de la Guerre civile, ainsi que des tests ADN, permettent à la généalogiste judiciaire Linda Abrams d'identifier Dixon et les trois autres Américains, Collins, Ridgaway et Wicks. L'identification des Européens est plus problématique, mais est effectuée en fin d'année 2004. D'après la position de leurs restes, les hommes sont morts à leur poste, sans avoir tenté de s'échapper de leur sous-marin qui sombrait.
Les restes des marins sont inhumés dans le Magnolia Cemetery de Charleston le 17 avril 2004. Plusieurs dizaines de milliers personnes assistent à l'événement, dont 6 000 figurants et 4 000 civils en costumes d'époque. Des représentants des cinq branches des forces armées américaines participent à la procession, en uniformes actuels. Les honneurs confédérés leur sont rendus, même si seuls deux d'entre eux proviennent des États confédérés.

## Explication du naufrage et de la mort de l'équipage
Selon un article publié en 2017, des recherches confirment que l'équipage, le 17 février 1864, est tué par l'onde de choc de l'explosion de sa charge, juste après avoir coulé l'USS Housatonic dans le port de Charleston. Il n'est pas possible de faire d'autopsie puisque les squelettes de l'équipage ne sont retrouvés qu'en 1995, mais il est étrange qu'ils soient tous encore à leur poste et qu'ils ne semblent pas avoir tenté de s'échapper de l'épave,,.
Toutefois, l'épave est retrouvée « remarquablement intacte », « à l'exception d'une perforation dans le kiosque et d'un hublot brisé ». L'hypothèse de l'onde de choc apparaît comme plus crédible en 2013 quand les chercheurs montrent que le sous-marin est encore relié à sa charge explosive quand il a disparu et qu'il s'agit plutôt d'un bélier explosif. La charge explosive ne semble pas avoir été conçue pour se détacher du sous-marin.
Les experts en biomécanique des blessures causées par des explosifs ont récemment[Quand ?] montré que l'onde de choc générée par l'explosion de la charge explosive (contenue dans un récipient cylindrique « à peu près de la taille d'un fût de bière » et fixé à un espar de 6,7 mètres de long) est suffisante pour se transmettre à l'intérieur du sous-marin via sa coque et tuer l'équipage. Une première modélisation ne s'appuyant que sur l'évaluation des effets du traumatisme pulmonaire induit par l'onde de choc estime que l'équipage n'avait que 16 % de chances de survie. La mort des sous-mariniers n'est probablement pas instantanée, mais ils ont dû être littéralement paralysés par l'onde en raison des traumatismes internes qu'elle a causés (pression brutale sur les poumons, avec hémorragie).

### En littérature
- Le CSS H. L. Hunley est l'objet principal du récit de Le David, le Tome 19 de la BD Les Tuniques bleues.